# M99 – Gemischtwarenladen mit Revolutionsbedarf

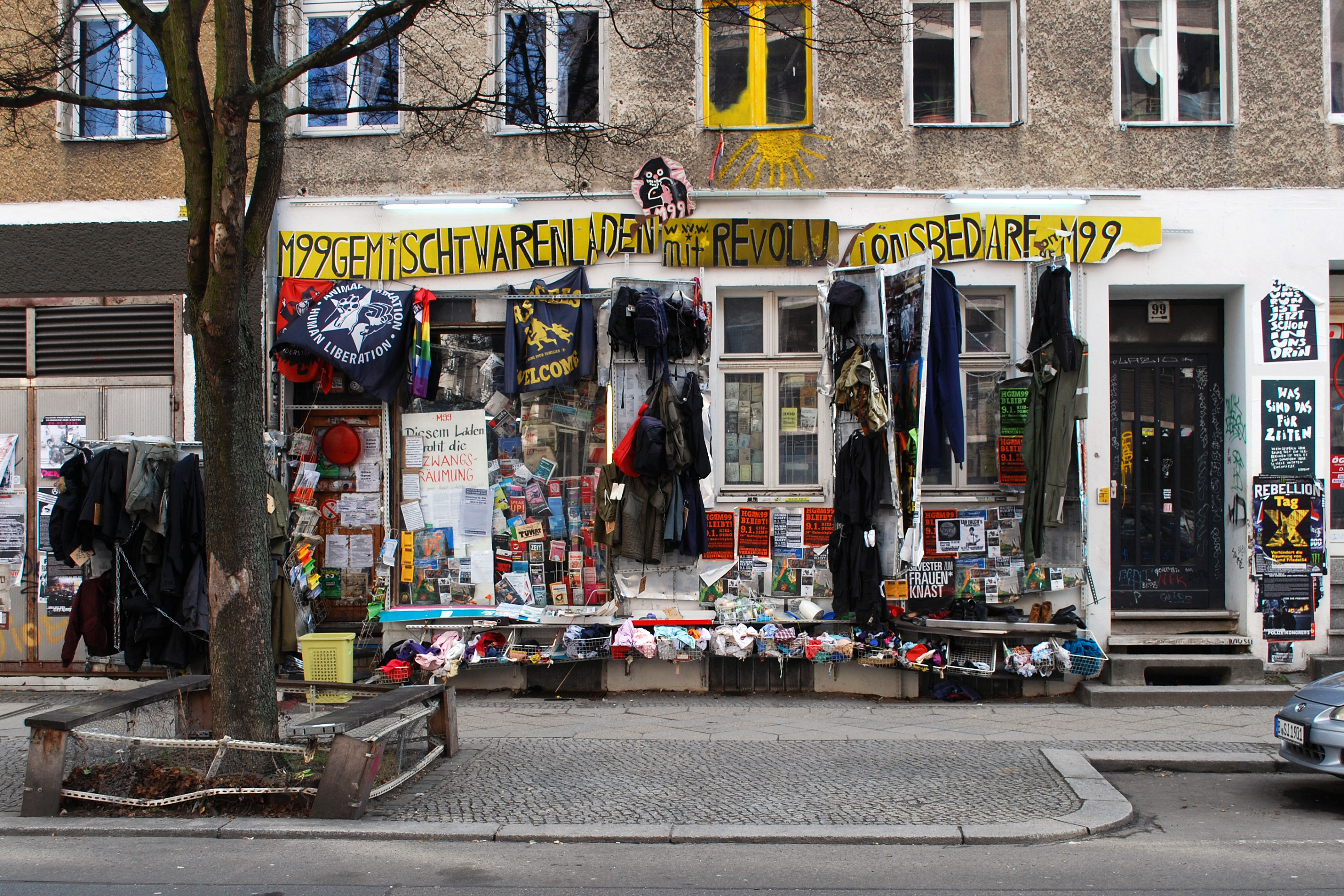
M99 (2016)

Der M99 – Gemischtwarenladen mit Revolutionsbedarf ist ein Ladengeschäft der Berliner autonomen Szene in der Falckensteinstraße 46 in Kreuzberg. Das Geschäft wurde 1985 als Copyshop und alternativer Buchladen in der Manteuffelstraße 99 von Hans-Georg „HG“ Lindenau gegründet, der den Laden bis heute betreibt. Kurz nach der Wende stürzte er vom Turm der Emmauskirche, seitdem sitzt „HG“ im Rollstuhl.
Die Alternativzeitschrift Interim machte über einen Ordner im Laden nicht abgedruckte Zuschriften zugänglich.
Im Oktober 2010 wurde die Fassade des Geschäfts bei einem Brandanschlag beschädigt. Durch eine schnelle Löschung konnte ein Übergreifen des Feuers in die Innenräume, in denen sich zu diesem Zeitpunkt der Betreiber aufhielt, verhindert werden. Einige hundert Menschen, die von einer neonazistischen Motivation der Täter ausgingen, demonstrierten am darauf folgenden Tag in Kreuzberg.
Ebenfalls 2010 wurden der M99 und andere linke Buchläden in Berlin mehrfach durchsucht. In der Auslage von Ausgaben der Zeitschriften Interim, Prisma und Radikal sah die Staatsanwaltschaft „Beihilfe zur Anleitung von Straftaten“ und einen Verstoß gegen das Waffengesetz. Die Verfahren wurden schließlich 2011 eingestellt. Insgesamt wurde das Ladengeschäft in den ersten 30 Jahren seines Bestehens 54 mal von der Polizei durchsucht.
2015 wurden die Geschäftsräume und die zugehörige Wohnung vom Vermieter gekündigt und ein gerichtlicher Räumungstitel zum 31. Dezember erwirkt. Im Januar 2016 demonstrierten daher über 1.000 Menschen gegen eine drohende Zwangsräumung. Berlins Innensenator Frank Henkel (CDU) kündigte eine Räumung des Ladens bis Ende Februar als Schlag gegen die autonome Szene Berlins an. Laut B.Z. sei die Räumung des M99 Teil eines polizeilichen „Masterplan“, um „linke Gewalttäter gezielt aus dem Kiez“ um die Rigaer Straße in Berlin-Friedrichshain zu vertreiben. Diese würden im M99 Gegenstände zur Vermummung kaufen und dort Bekennerschreiben drucken. Aus einem im Februar unter Leitung der Bezirksbürgermeisterin von Friedrichshain-Kreuzberg Monika Herrmann (Bündnis 90/Die Grünen) einberufenen runden Tisch sind Verhandlungen zwischen dem Eigentümer und Hans-Georg Lindenau hervorgegangen, die bis mindestens Ende April liefen.

M99 "im Exil", Oktober 2023

Wenige Tage vor der für den 9. August 2016 angekündigten Räumung, wurde diese im Rahmen einer Vereinbarung zwischen Lindenau und dem Vermieter bis zum 20. September 2016 ausgesetzt. Für den 22. September wurde erneut eine Zwangsräumung angekündigt. Am Abend des Vortags wurde diese durch Beschluss des Landgericht Berlins bis zur Klärung des Gesundheitszustandes Lindenaus ausgesetzt. Der auf einen Rollstuhl angewiesene Lindenau hatte zuvor einen Antrag auf Räumungsschutz aus gesundheitlichen Gründen bei Gericht gestellt.
Das daraufhin erstellte Gutachten bestätigt Ende März, dass eine Räumung tatsächlich eine mögliche Gefährdung für Hans Georg Lindenau darstelle. Zu einer weiteren Auseinandersetzung kam es jedoch nicht, da Hans Georg Lindenau in die Falckensteinstraße 46 in Kreuzberg zog. Die Nutzung der neuen Räumlichkeiten wurde ihm durch die Stiftung Umverteilen und die Hilfe der Nachbarschaft ermöglicht.